# Уссевиль
Уссеви́ль (фр. Housséville) — коммуна во французском департаменте Мёрт и Мозель, региона Лотарингия. Относится к  кантону Аруэ.

## География
Аруэ расположен в 33 км на юг от Нанси. Соседние коммуны: Диарвиль на юго-востоке, Сен-Фирмен на северо-востоке.

## История
- Следы галло-романской эпохи.

## Демография
Население коммуны на 2010 год составляло 180 человек.
| 1962 | 1968 | 1975 | 1982 | 1990 | 1999 | 2010 |
| ---- | ---- | ---- | ---- | ---- | ---- | ---- |
| 204  | 186  | 166  | 161  | 146  | 156  | 180  |